# Peso massimo al decollo

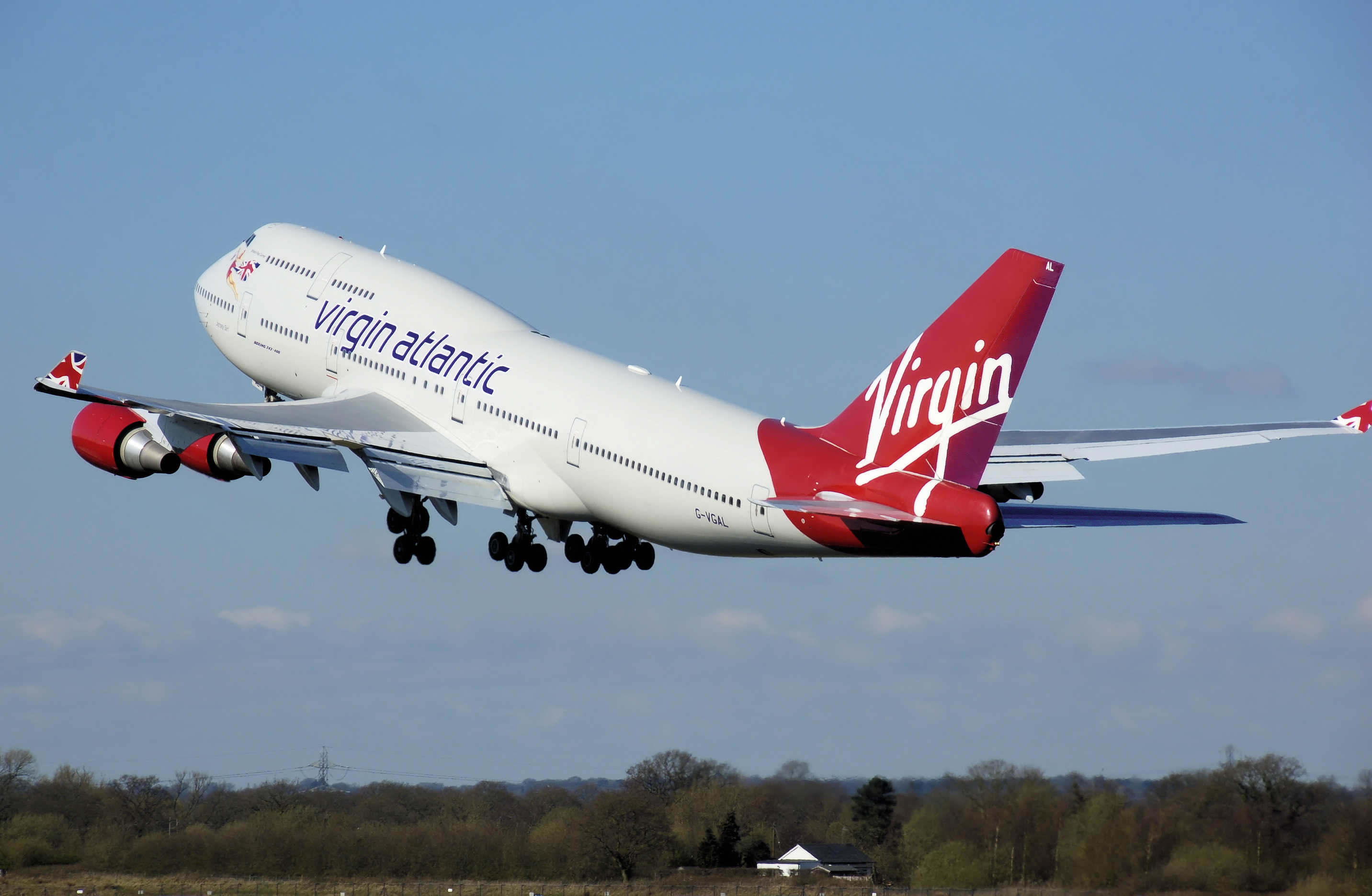
Decollo di un Boeing 747

In aviazione, il peso massimo al decollo di un aeroplano, in gergo tecnico alcune volte abbreviato con MTOW, max take-off weight, MTOM, maximum take-off mass, o anche MGTOW, max gross take-off weight, indica il peso massimo che un aeromobile non può eccedere onde evitare danni strutturali e diminuzione delle prestazioni del velivolo nella fase di decollo. Viene indicato nel manuale operativo dell'aeromobile dal costruttore. Il peso massimo al decollo dipende dalle caratteristiche aerodinamiche e strutturali delle cellula, dalla potenza o spinta erogata dal motore e da altri fattori che non dipendono dall'aereo stesso, ma dall'ambiente esterno, come le condizioni meteorologiche e la lunghezza della pista. Viene calcolato come la somma del peso dell'aeromobile a vuoto (apparecchiature, equipaggiamenti e liquidi non consumabili), del combustibile, dei passeggeri, dell'equipaggio e dal bagaglio.

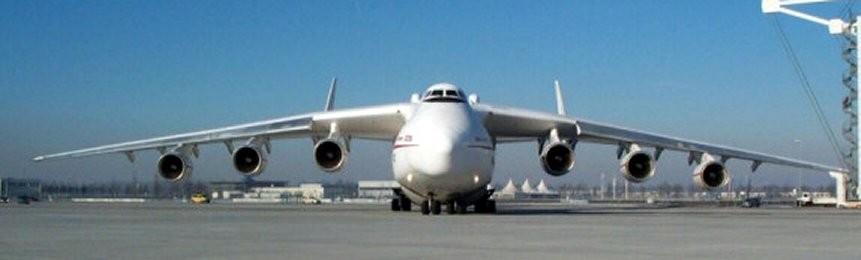
Antonov An-225 Mriya

La categoria di peso massimo al decollo di un aereo è definita in base alle «condizioni normali» stabilite dall'ICAO. Spesso però le condizioni reali sono diverse dalle condizioni normali: la densità dell'aria dipende dall'elevazione aeroportuale, dalla pressione barometrica, dalla temperatura dell'aria e dall'umidità atmosferica. Variazioni di questi valori possono influenzare l'effettivo peso massimo al decollo di un aereo.
Con le sue 640 tonnellate di peso massimo al decollo, l'Antonov An-225 Mriya è stato l'aereo più pesante del mondo. L’unico esemplare è stato distrutto durante l’invasione russa dell’ucraina.